# Satyagraha
Pour l’œuvre musicale, voir Satyagraha (opéra).

Gandhi pendant la Marche du Sel, mars 1930.

Le Satyagraha (du sanskrit सत्याग्रह) ou « attachement ferme à la vérité » (satya : vérité, āgraha : attachement, obstination), dit aussi « force de la vérité », est le principe de contestation et de résistance à l'oppression par la non-violence et la désobéissance civile que Mohandas Karamchand Gandhi a instauré.
Dans Satyagraha, le mot "satya", vérité, ne doit être pris dans le sens limité de contraire au mensonge ou d'erreur, mais dans celui de connaissance de l'ordre universel et donc de la non-dualité, qui fait de l'autre, une forme différente de soi-même.
Gandhi notait[réf. nécessaire]:

« En appliquant le Satyagraha, j'ai découvert, dans les dernières manifestations, que la poursuite de la vérité n'admettait pas que la violence soit imposée à son opposant, mais qu'il doit être sevré de l'erreur par la patience et la sympathie. Pour ce faire, ce qui apparaît comme vrai pour un doit apparaître faux pour l'autre. Et la patience signifie souffrance personnelle. En bref, la doctrine signifie la revendication de la vérité, non par application de la souffrance sur l'adversaire mais sur soi. »

## Définition et principes
1. Satya - vérité; impliquant l'ouverture, honneteté, et égalité/équité.
2. Ahimsa - refuser de blesser ou insulter l'autre.
3. Tapasya - volonté pour le dévouement.